# 김미성 (배우)
김미성(1974년 12월 17일 ~ )은 대한민국의 배우이다.

## 생애
1993년에는 연극배우로 데뷔하였고 1995년에는 EBS 한국교육방송공사 드라마 《언제나 푸른마음》에도 첫 출연하였으며 이듬해 1996년 KBS 한국방송공사 슈퍼탤런트로 정식 데뷔하였다. 합격 후 같은 해에 1996년 KBS 한국방송공사 드라마 《원지동 블루스》에 첫 출연하였다.

## 출연작

### TV 드라마
- 1995년 EBS 《언제나 푸른마음》
- 1996년 KBS2 《원지동 블루스》 - 민혜영 역
- 1996년 KBS1 《용의 눈물》 - 신 나인 역
- 1998년 MBC 《아니 벌써》
- 1999년 MBC 《남자셋 여자셋》
- 2001년 KBS2 《동서는 좋겠네》
- 2002년 KBS2 《장희빈》- 삼월 역
- 2006년 KBS2 《봄의 왈츠》

### 영화
- 2002년 《울랄라 씨스터즈》
- 2002년 《해안선》
- 2004년 《슈퍼스타 감사용》
- 2005년 《여자, 정혜》
- 2006년 《피터팬의 공식》
- 2007년 《파란 자전거》

### 예능
- 2000년 ~ 2001년 KBS2 《개그콘서트》

## 수상
- 1996년 KBS 슈퍼탤런트 금상
- 1996년 KBS 슈퍼탤런트 연기상